# プロセス (工学)
工学におけるプロセス（英語：process）は、チームで恊働してプロジェクトを全体として遂行することを考慮する製造過程である。

## 半導体デバイス
電子工学産業、特にICの製造においては、ある技術者は"プロセスエンジニア"として言及されることがある。プロジェクトはチームで恊働的であり、プロセスエンジニアは設計技術者シミュレーション、作成した物理回路の設計を実現することに責任を負っていると見なされる。このように、プロセスエンジニアは半導体工学の素材とプロセスを専門とする。

## 化学工学
化学プロセスは、より大量の素材を生産するための一連の単位操作である。
化学産業において、化学工学者はプロセスを定義し記述するために以下の手法を用いる：
- Process Flow Diagram (PFD)
- Piping and instrumentation diagram (P&ID)
- 概要プロセス記述
- 詳細プロセス記述
- プロジェクトマネジメント
- プロセスシミュレーション

## システムエンジニアリング (SE)
CPRET - AFIS (Association Française d'Ingénierie Système) に従ったプロセス定義。SEに特化しているが全てのドメインにも開かれている。

## プロセス
システムエンジニアリング規範ドキュメント (normative document) とこれらに関連する成熟度モデルはプロセスを基準としている。例えば、EIA-632のシステムエンジニアリングプロセスおよびCMMIの制度化と改善アプローチに含まれるプロセスがある。
プロセスは、一般的に"入力要素を製品に変換する相互依存したタスクの集合"として定義される。
実際は、タスクに課された制約とそれらを実装するため要求されるリソースは、問われたタスクを実行するために必須であり、それらの定義に深く関わっている。（いわゆる技術的制約の例）